# Dubnička
Dubnička és un poble i municipi d'Eslovàquia que es troba a la regió de Trenčín. La primera menció escrita de la vila es remunta al 1389.

## Demografia
| Godina             | 1994 | 2004    | 2014    | 2024   |
| ------------------ | ---- | ------- | ------- | ------ |
| Nombre de persones | 91   | 75      | 118     | 123    |
| Diferència         |      | −17,58% | +57,33% | +4,23% |

| Godina             | 2023 | 2024   |
| ------------------ | ---- | ------ |
| Nombre de persones | 124  | 123    |
| Diferència         |      | −0,80% |